# Риччи, Амико
Амико Риччи Петроккини, или Петруччини (итал. Amico Ricci Petrocchini,  Petruccini; 1794, Мачерата, Марке — 1862, Модена, Эмилия-Романья) — итальянский литератор и историк искусства.

## Биография
Маркиз Амико Риччи был потомком знатной семьи из Мачераты, он числил среди своих предков иезуитского миссионера и синолога (китаиста) Маттео Риччи, письма которого он предоставил историку и деятелю Рисорджименто Джузеппе Ла Фарине во время своего пребывания в Болонье в 1843 году; произведение «Китай» родилось из исследований последнего. Среди известных представителей семьи — Маттео Риччи Петроккини, писатель, член Академии делла Круска и сенатор Королевства Италия в 1890—1896 годах.
Амико Риччи, рыцарь Ордена Святого Маврикия, был учёным литератором и влиятельной личностью, членом литературной Академии деи Катенати, для которой он написал различные «диссертации», куратором муниципальной библиотеки Моцци Боргетти в Мачерате (Biblioteca comunale Mozzi Borgetti di Macerata), которой он позже завещал свою библиотеку и рукописи своих работ со всеми рабочими материалами, преподавателем Академии изящных искусств в Болонье и чиновником папского правительства.
В 1824—1825 годах он занимал должность гонфалоньера города и в этом качестве убедил Франческо Пуччинотти, который впоследствии станет одним из самых известных судебных медиков Италии, бороться за кафедру патологии, семиотики и общей терапии.
Главный научный труд Амико Риччи датируется 1834 годом: «Исторические мемуары об искусстве и художниках Марке Анконы» (le Memorie storiche delle arti e degli artisti della Marca di Ancona), первый обстоятельный трактат по истории искусства итальянской области Марке.
В «Исторических мемуарах об искусстве и художниках Марке Анконы» Амико Риччи стремился реконструировать творческую жизнь и произведения художников области Марке от средневековья до своего времени. Благодаря долгим и кропотливым историографическим исследованиям, а также обмену мнениями и критическим сравнениям с трудами других учёных того времени, таких как граф Леопольдо Чиконьяра или Пьетро Сельватико, он провёл первое систематическое исследование истории искусства в этом направлении. Он интересовался не только архитектурой, скульптурой и живописью, но и так называемыми «второстепенными» искусствами, такими как ювелирное дело или керамика, и проявлял внимание к мало изученным художникам начала пятнадцатого века (показательным является случай Джентиле да Фабриано, которому Риччи посвятил особое эссе в 1829 году). Благодаря его работе стали известными многие подробности жизни Джентиле да Фабриано, архитектора Пьетро Маджи, родившемся в Тичино, и о принце Алессандро Маджори, известном коллекционере произведений искусства его современника, который приветствовал его как большого друга и учителя. Амико Риччи долгое время работал над подготовкой второго издания «Мемуаров», которое, однако, так и не было опубликовано.

## Другие сочинения Амико Риччи
- Elogio del pittore Gentile da Fabriano. Macerata, Giuseppe Mancini Cortesi, 1829.
- Le belle arti nella città di Gubbio. Bologna, Romano Turchi, 1831.
- Operette di belle arti. Bologna, Romano Turchi, 1831.
- Compendio delle memorie istoriche delle arti e degli artisti della marca d’Ancona. Bologna, Sassi alla Volpe, 1835.
- Dello stato geografico e politico del Piceno dopo la guerra marsica o sociale fino alla pontificia dominazione. Roma, Boulzaler, 1836.
- Dell’anello nuziale. Epistola del marchese Amico cavalier Ricci per le nozze della sorella Alba con il nobil uomo signor Giuseppe Lazzarini. Macerata, Cortesi, 1837.
- Necrologia dell’abate Michele Colombo // Giornale letterario-scientifico di Modena, giugno 1838.
- Monumento di Andrea Manfredi da Faenza, 13º generale dell’ordine de' Servi. Bologna, Jacopo Marsigli, 1840.
- Torri degli Asinelli e Garisendi. Torino, Fontana, 1840.
- Iscrizione sepolcrale di Guido Reni ed Elisabetta Sirani esistente in San Domenico di Bologna. Bologna, Marsigli, 1842.
- Degli uomini illustri di Macerata. Roma, Tipografia delle belle arti, 1847.
- Sulle arti degli antichissimi popoli. Lezioni. Perugia, Bartelli, 1847.
- Storia dell’architettura in Italia dal secolo IV al XVIII. Modena, Regio-ducal Camera, 1857—1859, 3 voll. Ristampa anastatica: Bologna, Forni, 1967[3][4].